# Dračevo (Trebinje, BiH)
Dračevo je naseljeno mjesto u gradu Trebinju, Republika Srpska, BiH.

## Zemljopis
Nalazi se u Popovom polju, četiri kilometra od entitetske granice s Federacijom BiH i desetak kilometara od državne granice s Republikom Hrvatskom. Južno teče rijeka Trebišnjica.

## Povijest
Godine 1421. Dračevo se u hrvatskim izvorima iz Dubrovnika spominje kao posjed vojvode Vuka Hranića.
Godine 1629. posjetio je Donju Hercegovinu biskup fra Dominik Andrijašević. Tada je bila sva Donja Hercegovina katolička, gusto načičkana župama i crkvama. Prigodom posjeta Donjoj Hercegovini, zabilježio je župe u Popovu polju i među njima župu Dračevo i Dubljane u kojoj su 2 crkve i 60 katoličkih obitelji.
U Dračevu se nalazi nacionalni spomenik pravoslavna crkva Rođenja Bogorodice iz 19. stoljeća i nekropola od 34 križna nadgrobna spomenika, od kojih dva dvometarska datiraju iz 15. stoljeća, a 32 iz 19. i 20. stoljeća. Crkva je obnovljena 1892., najvjerojatnije na mjestu starije crkve koja datira iz 14. ili 15. stoljeća.

## Stanovništvo

### 1991.
Nacionalni sastav stanovništva 1991. godine, bio je sljedeći:
ukupno: 68
- Srbi - 68

### 2013.
Nacionalni sastav stanovništva 2013. godine, bio je sljedeći:
ukupno: 24
- Srbi - 23
- Hrvati - 1